# Roberto Brunamonti
Roberto Brunamonti (né le 14 avril 1959 à Spolète dans la province de Pérouse) est un joueur italien de basket-ball, évoluant au poste de meneur.

## Biographie
Roberto Brunamonti commence sa carrière en 1975 à Rieti. Il y demeure sept années avant de rejoindre la Virtus Bologne. Il jouera à Bologne jusqu'à la fin de sa carrière en 1996. Il gagne avec Bologne quatre titres de champion d'Italie en 1984, 1993, 1994 et 1995, une coupe d'Italie en 1984 et une supercoupe d'Italie en 1995. Il remporte également une Coupe Korać avec Rieti en 1980 et une coupe des coupes en 1990 avec Bologne.
Brunamonti est membre de la sélection italienne de 1979 à 1991, avec qui il gagne la médaille d'argent aux Jeux olympiques 1980, un titre de champion d'Europe en 1983 en France, une médaille de bronze en 1985 et une médaille d'argent en 1991.